# Isofix
Isofix е международен стандарт за закрепване на детски столчета в пътнически автомобили. Системата за закрепване има различни наименования в някои страни – LATCH (Lower Anchors and Tethers for Children) в САЩ, LUAS (Lower Universal Anchorage System) или Canfix в Канада, а освен това е наричана и Universal Child Safety Seat System или UCSSS.
В ЕС системата е известна като Isofix и обхваща детски седалки от група 0/0+ и група 1. Механизмът за закрепване на седалката към долните анкерни точки е доста различен от този в Северна Америка. В ЕС две „крокодилски“ щипки свързват седалката към долните анкерни точки вместо отворените щипки, които обикновено се използват в САЩ. В европейския стандарт има и различни категории монтаж: „универсален“, „специфичен за превозно средство“ и „полууниверсален“. Основната разлика е, че „универсален“ представлява използване на горна лента с анкерно устройство Isofix, „специфичен за превозно средство“ представлява използването на анкерното устройство Isofix без горната лента само в определени превозни средства, докато „полууниверсален“ представлява използването на анкерното устройство Isofix заедно с „подпора за крака“.
Международната организация по стандартизация дефинира стандарт ISO 13216 през 1990 година за възрастовите групи 0/0+ и група 1. През 1995 година „Форд“ оборудва своите автомобили с Isofix. През октомври 1995 година системата е одобрена от Европейската комисия и FIA. От началото на хилядолетието системата е въведена от почти всички производители на автомобили и детски седалки.
Isofix е проектиран да осигури максимално комбинирано тегло (включващо столчето и детето) от 33 килограма.
Не всички превозни средства са задължени или разполагат със система ISOFIX, затова и детските столчета се предлагат с възможност за монтаж и за автомобили без Isofix.